# Rob Woestenborghs
Rob Woestenborghs (Turnhout, 30 de agosto de 1976)  es un deportista belga que compitió en duatlón.
Ganó cuatro medallas en el Campeonato Mundial de Duatlón entre los años 2006 y 2013, y dos medallas en el Campeonato Europeo de Duatlón en los años 2007 y 2014. Además, obtuvo dos medallas en el Campeonato Mundial de Duatlón de Larga Distancia en los años 2012 y 2013, y tres medallas en el Campeonato Europeo de Duatlón de Larga Distancia entre los años 2013 y 2015.

## Palmarés internacional
| Campeonato Mundial | Campeonato Mundial       | Campeonato Mundial | Campeonato Mundial |
| Año                | Lugar                    | Medalla            | Prueba             |
| ------------------ | ------------------------ | ------------------ | ------------------ |
| 2006               | Corner Brook ( Canadá)   | Medalla de bronce  | Individual         |
| 2008               | Rímini ( Italia)         | Medalla de oro     | Individual         |
| 2010               | Edimburgo ( Reino Unido) | Medalla de plata   | Individual         |
| 2013               | Cali ( Colombia)         | Medalla de oro     | Individual         |
| Campeonato Europeo |                          |                    |                    |
| Año                | Lugar                    | Medalla            | Prueba             |
| 2007               | Edimburgo ( Reino Unido) | Medalla de plata   | Individual         |
| 2014               | Weyer ( Austria)         | Medalla de oro     | Individual         |

| Campeonato Mundial | Campeonato Mundial                | Campeonato Mundial | Campeonato Mundial |
| Año                | Lugar                             | Medalla            | Prueba             |
| ------------------ | --------------------------------- | ------------------ | ------------------ |
| 2012               | Zofingen ( Suiza)                 | Medalla de plata   | Individual         |
| 2013               | Zofingen ( Suiza)                 | Medalla de oro     | Individual         |
| Campeonato Europeo |                                   |                    |                    |
| Año                | Lugar                             | Medalla            | Prueba             |
| 2013               | Horst aan de Maas ( Países Bajos) | Medalla de plata   | Individual         |
| 2014               | Horst aan de Maas ( Países Bajos) | Medalla de oro     | Individual         |
| 2015               | Horst aan de Maas ( Países Bajos) | Medalla de bronce  | Individual         |